# صفحه گالاپاگوس
صفحه گالاپاگوس (انگلیسی: Galápagos Microplate) یک صفحه زمین‌ساختی کوچک در غرب سواحل آمریکای جنوبی و در نزدیکی جزایر گالاپاگوس است. این صفحه به دلیل چرخش در جهت ساعت‌گرد میان سه صفحه بسیار بزرگ‌تر نازکا، صفحه کوکوس و صفحه اقیانوس آرام با اغلب صفحه‌های پوسته زمین تفاوت دارد. در جهت شمال این صفحه، ریزصفحه گالاپاگوس شمالی وجود دارد که در حال چرخش ولی در جهت پادساعت‌گرد است.